# Gotra maculata
Gotra maculata is een insect uit de familie van de gewone sluipwespen (Ichneumonidae). De wetenschappelijke naam van de soort werd in 1908 gepubliceerd door Szepligeti.